# Jardín Botánico Nagai

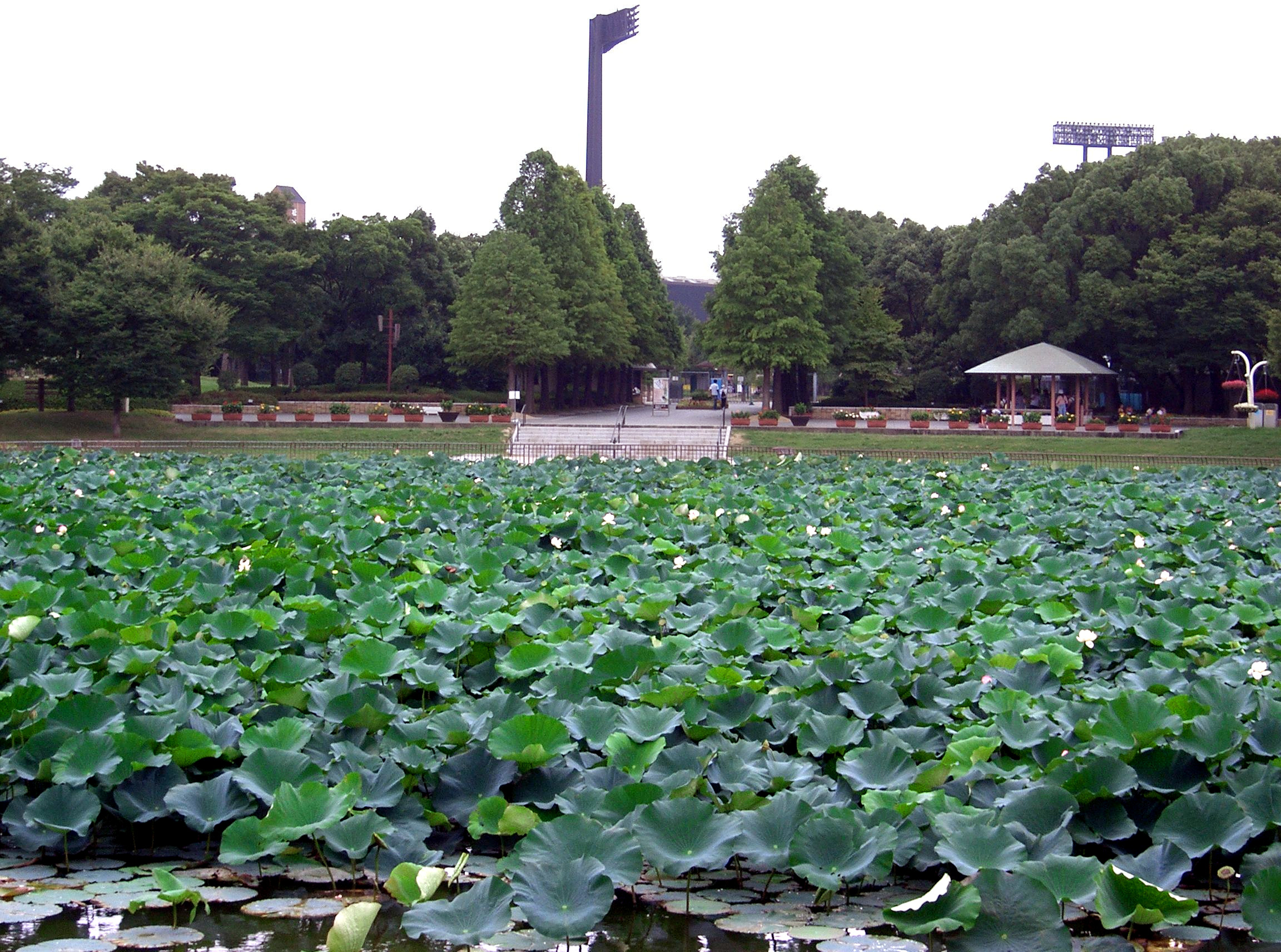
Nelumbo nucifera en el estanque central del Jardín botánico Nagai.

El Jardín Botánico Nagai en japonés : 大阪市立長居植物園 es un jardín botánico de unas 8 hectáreas de extensión que está situado en la esquina sureste del parque Nagai (de un total de 24.4 hectáreas) en la ciudad de Osaka, Japón. 

## Localización
El jardín botánico se encuentra ubicado en una esquina del parque Nagai, Osaka 546-0034 Nagaikouen, Higashisumiyoshi, Distrito 1.ª-23.ª, Japón, y se encuentra abierto al público en general pagando una tarifa de entrada. 
Para ir, tomar la línea de metro "Midosuji", y bajarse en la salida N.º 3, ir hacia el este, el jardín botánico se encuentra a unos 800 metros.

## Historia
En abril de 1949 se crea este jardín botánico destinado a cultivar las plantas de la zona y potenciar el sentimiento de aprender de la riqueza natural. 

## Colecciones
El jardín botánico alberga una colección de árboles y plantas herbáceas exhibidas en un jardín paisajista alrededor de un estanque central.
- Reproducción de los bosques, que se encontraban en la antigua región de Osaka, con unas 1000 especies de árboles diferentes. Podemos admirar una Metasequoia conocido como un fósil viviente que ya se encontraba en los bosques de la zona desde hace unos 200 millones de años (con grandes poblaciones de árboles en la zona, incluso en los periodos glaciales e interglaciares), y se reproducen las especies representativas del bosque siempreverde, con árboles de diferentes edades y de los bosques secundarios de Osaka.
- Rosaleda.

- El jardín de los sentidos,

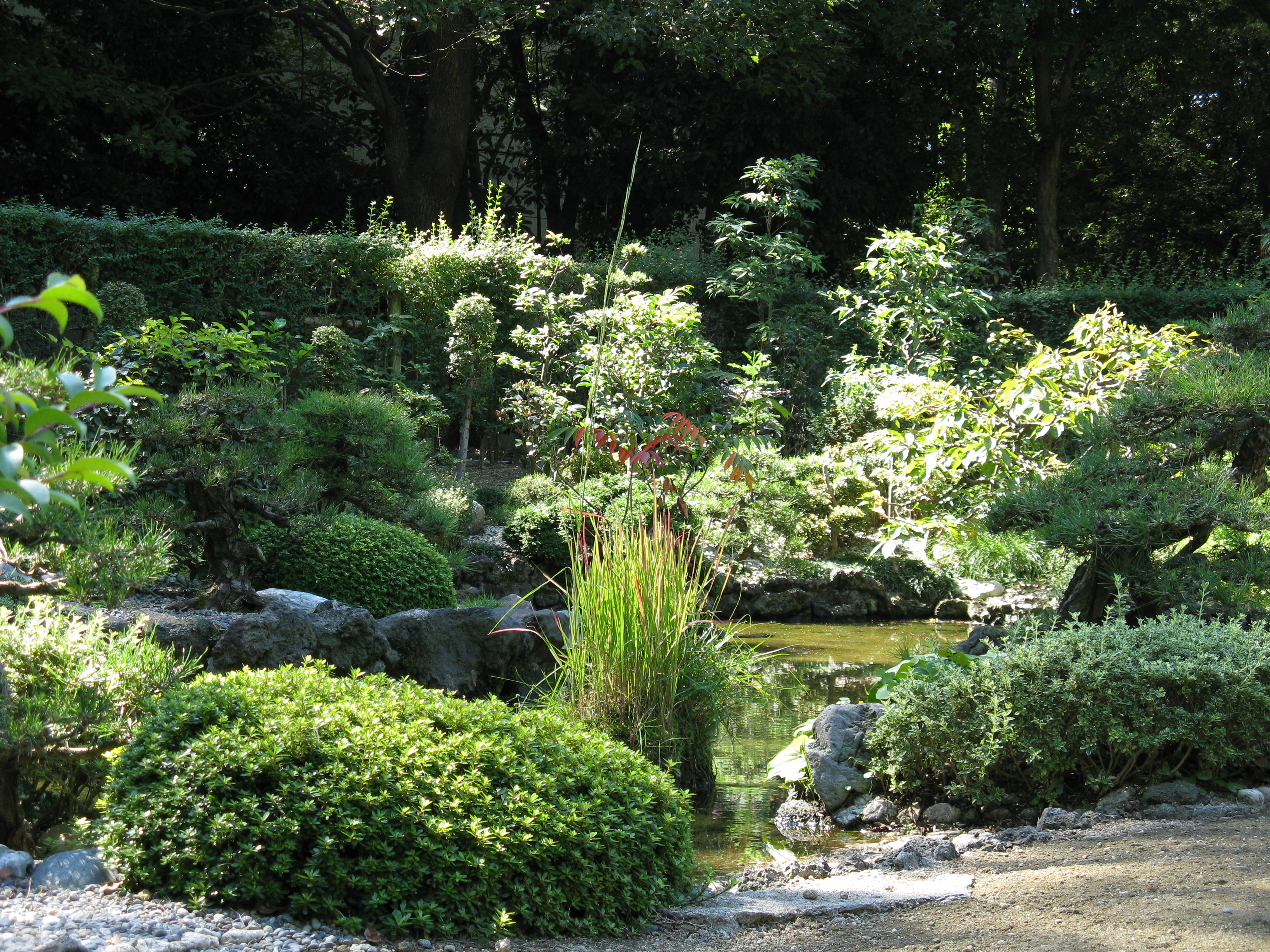
Plantas arbustivas en el Jardín botánico Nagai.

- Jardín de hierbas y árboles frutales en relación con la vida humana,
- Exhibiciones de diversas exposiciones de plantas ornamentales de jardín según temporada.

El jardín botánico alberga el Museo de Historia Natural de Osaka, con una "Historia Forestal" de la zona, y una colección de materiales de plantas.
El jardín es un paraíso natural donde también se pueden admirar numerosas aves silvestres.